# Iacobi Nicolae
Iacobi Nicolae (n. 16 iulie 1886, București, d. 12 aprilie 1969, București)  a fost un horticultor român, autorul cărții Flori anuale și bisanuale. Totodată a fost coautor al cărții Cultura legumelor  împreună cu Moraru Zamfir.
A fost horticultor la Casa Grădinilor a Capitalei din 1920 până în 1946, când a fost pensionat din oficiu. 
A fost decorat de Regele Carol al II -lea cu ordinul Steaua României în grad de cavaler în calitatea sa de Director horticol din casa Majestății Sale Regelui  prin decretul regal nr 66 din data de 16 ianuarie 1940 (Monitorul Oficial nr 17 din 20 ianuarie 1940).